# Awat

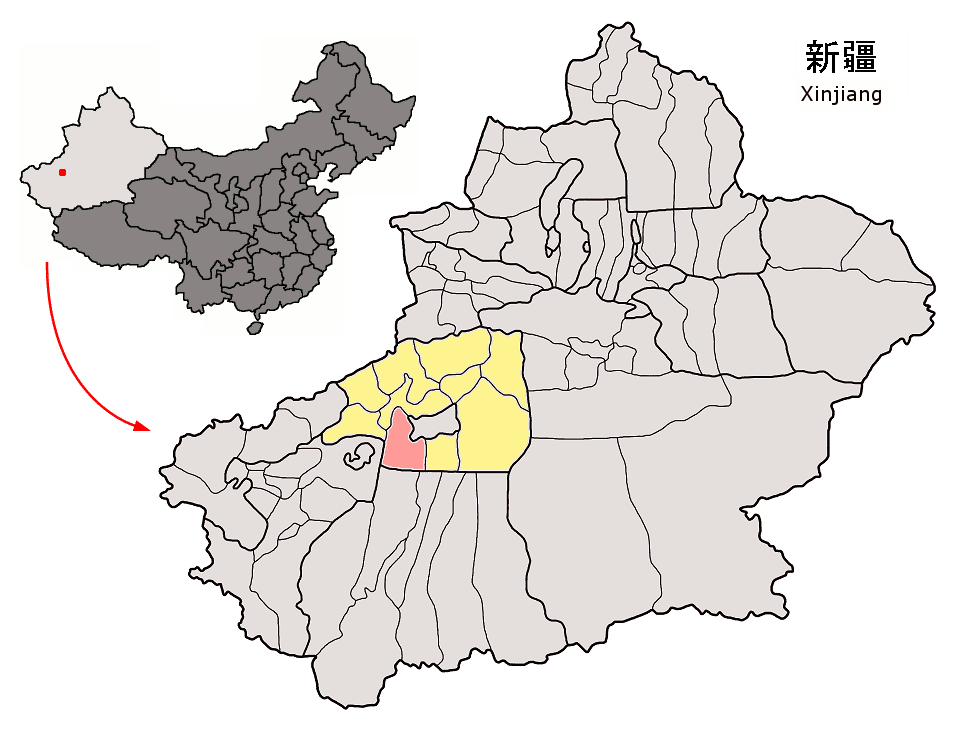
Lage von Awat im Regierungsbezirk Aksu von Xinjiang

Der Kreis Awat (chinesisch 阿瓦提县, Pinyin Āwǎtí Xiàn; uigurisch ئاۋات ناھىيىسى Awat Naⱨiyisi) des Regierungsbezirks Aksu liegt im Uigurischen Autonomen Gebiet Xinjiang der Volksrepublik China. Er hat eine Fläche von 13.066,72 km² und zählt 237.562 Einwohner (Stand: Zensus 2010). Sein Hauptort ist die Großgemeinde Awat (阿瓦提镇).

## Verwaltung
Der Kreis verwaltet folgende Großgemeinden und Gemeinden:
Großgemeinden (Kleinstädte, 镇zhèn):
- 阿瓦提镇 Awati zhèn
- 拜什艾日克镇 Baishenairike zhèn
- 乌鲁却勒镇 Wuluquele zhèn

Gemeinden (Dörfer, 乡xiāng):
- 阿依巴格乡 Ayibage xiāng
- 巴格托格拉克乡 Bagetuogelake xiāng
- 多浪乡 Duolang xiāng
- 塔木托格拉克乡 Tamutuogelake xiāng
- 英艾日克乡 Yingairike xiāng